# Ernst Johann Biron
Ernst Johann von Biron (lets: Ernests Johans Bīrons; Kalnciems, Letland 12 november 1690 — Jelgava, 28 december 1772), hertog van Koerland en Semgallen, afstammeling uit de Koerlandse familie von Bühren, behoorde tot de Duits-Baltische ridderschap (zie Baltische Duitsers) en studeerde te Koningsbergen, werd vervolgens secretaris en kamerheer van de weduwe van de hertog Frederik Willem Kettler van Koerland (overleden in 1711), Anna Ivanovna, een nicht van Peter de Grote. Weldra was hij haar vertrouwde vriend. Toen Anna in 1730 keizerin van Rusland werd, ging hij met haar mee en werd door haar met ereambten overladen, zodat hij spoedig de eigenlijke regering met zijn helpers Münnich en Ostermann in handen had.
Tijdens zijn verblijf was zijn invloed op Anna overduidelijk. Biron was ondertussen getrouwd met een jonkvrouw  Benigna von Treiden. Bij Anna's kroning op 19 mei 1730 werd hij aangesteld als grootkamerheer en rijksgraaf, tijdens welke gelegenheid hij het wapen van het Franse gravenhuis Biron zou hebben aangenomen en een landgoed kreeg in Wenden (het huidige Cēsis) met een toelage van 50.000 kronen per jaar. Hij wist zich al snel volledig uit de gratie te werken. Hoewel de verhalen dat hij een onrechtvaardig monster was niet kloppen, was hij wel een vleier en zijn gedrag wordt beschreven als gemeen, verraderlijk, roofzuchtig, verdacht en verschrikkelijk wraakzuchtig. Tijdens de laatste jaren van Anna's heerschappij wist hij zijn rijkdom en macht sterk te vergroten. Zijn vertrekken in het paleis grensden aan die van de keizerin, en zijn livreien, meubelen en uitrustingen waren nauwelijks goedkoper dan die van haar. De helft van de steekpenningen die bedoeld waren voor het Russische hof gingen door zijn handen. Hij verkreeg een groot aantal landgoederen en had een speciale staatsafdeling die op zijn fokmerries en -hengsten paste. Zijn verhevenheid deed de Franse ambassadeur verbazen en de diamanten die hij voor zijn hertogin kocht leidden tot jaloersheid onder de prinsen.
In 1737 werd hij hertog van Koerland, terwijl hij door Anna op haar sterfbed tot regent voor haar minderjarige opvolger Ivan VI van Rusland, zoon van haar nicht Anna Leopoldovna, werd benoemd. Birons regentschap duurde slechts kort, want de moeder van Ivan verbond zich met Münnich tegen Biron, die gevangengenomen en met zijn familie naar Sjlisselburg bij Sint-Petersburg gebracht werd. Kort daarop moest hij voor een bijzondere rechtbank, onder voorzitterschap van Münnich en Ostermann, terechtstaan, en is er van beschuldigd dat hij zich van de Russische troon had meester willen maken. Hij werd tot levenslange verbanning naar de Siberische plaats Pelym veroordeeld (1741) met verlies van al zijn ambten en goederen.
Later werd hem door keizerin Elisabeth I van Rusland toegestaan zich te Jaroslavl te vestigen. Bij de troonsbestijging van Peter III (1762) kreeg hij zijn vrijheid terug en nog in hetzelfde jaar van keizerin Catharina II van Rusland zijn hertogdom, dat van 1758-1763 bestuurd was door Karel van Saksen, zoon van August III van Polen. In 1769 deed Biron afstand ten behoeve van zijn zoon Peter Biron. Hij overleed op 28 december 1772.